# Agla María Albertsdóttir
Agla María Albertsdóttir, née le 5 août 1999, est une footballeuse internationale islandaise qui évolue au poste d'attaquante ou milieu offensif pour Breiðablik prêtée par BK Häcken. Elle a remporté le championnat d'Islande à deux reprises en 2016 et 2018, ainsi que la Coupe d'Islande en 2018.

## Biographie

### Carrière en club
Agla María a gravi les échelons juniors de Breiðablik et a été appelée pour la première fois dans l'équipe senior en 2014 alors qu'elle était remplaçante lors d'un match de kvenna de l'Úrvalsdeild contre Selfoss. Le 30 juin 2015, Agla María rejoint Valur où elle fait ses débuts professionnels le 17 juillet 2015, lorsqu'elle remplace Hildur Antonsdóttir à la 46e minute d'une défaite contre Þór/KA. Le 14 janvier 2016, elle signe avec Stjarnan avec qui elle a remporté le championnat islandais en septembre de cette année-là.
En janvier 2018, Agla María signe à nouveau avec Breiðablik. En août 2018, elle a marqué les deux buts de la victoire 2-1 de Breiðablik contre Stjarnan lors de la finale de la Coupe d'Islande,. Le 17 septembre, elle a aidé Breiðablik à remporter le championnat national après avoir battu Selfoss dans le kvenna Úrvalsdeild. En mars 2019, elle signe un nouveau contrat de 3 ans avec Breiðablik,.

### Carrière en équipe nationale
Agla María a fait ses débuts avec l'Islande U17 le 13 avril 2014, à l'âge de 15 ans, lors d'un match contre le Pays de Galles. Elle a participé aux six matchs joués par l'Islande U17 lors des qualifications pour le Championnat féminin des moins de 17 ans de l'UEFA 2016. Le 4 avril 2015, Agla María a fait ses débuts avec l'Islande U19 lors d'un match contre la France. Elle a ensuite fait partie du groupe qui a tenté de se qualifier pour le Championnat féminin des moins de 19 ans de l'UEFA 2015 et pour le Championnat féminin des moins de 19 ans de l'UEFA 2016. Le 6 avril 2017, Agla María a fait ses débuts avec l'équipe senior d'Islande lors d'un match contre la Slovaquie. Le 22 juin 2017, elle a été appelée par l'entraîneur Freyr Alexandersson pour représenter l'Islande à l'Euro féminin de l'UEFA 2017. Elle a participé aux trois matchs joués par l'Islande dans la compétition,,.

## Honneurs

### Club
Breiðablik
- Championne d'Islande (2) :
  - 2016, 2018
- Coupe d'Islande :
  - 2017

### Individuel
- Joueur Úrvalsdeild de l'année : 2021 [18]
- Soulier d'Or de l'Úrvalsdeild : 2020